# Bokermannohyla
Bokermannohyla là một chi động vật lưỡng cư trong họ Nhái bén, thuộc bộ Anura. Chi này có 27 loài và 26% bị đe dọa hoặc tuyệt chủng.

## Hình ảnh

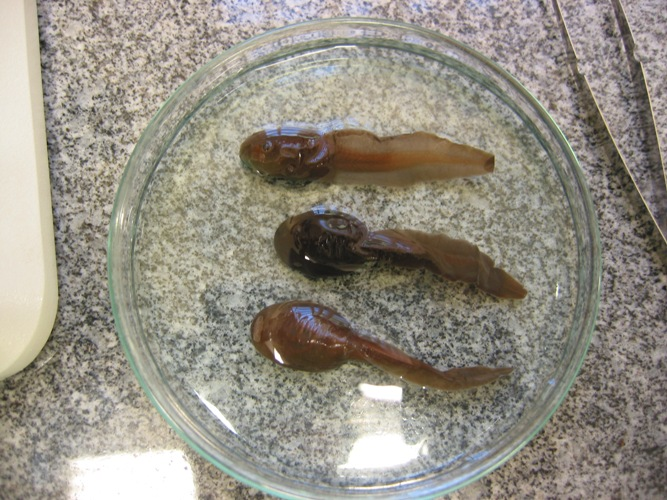
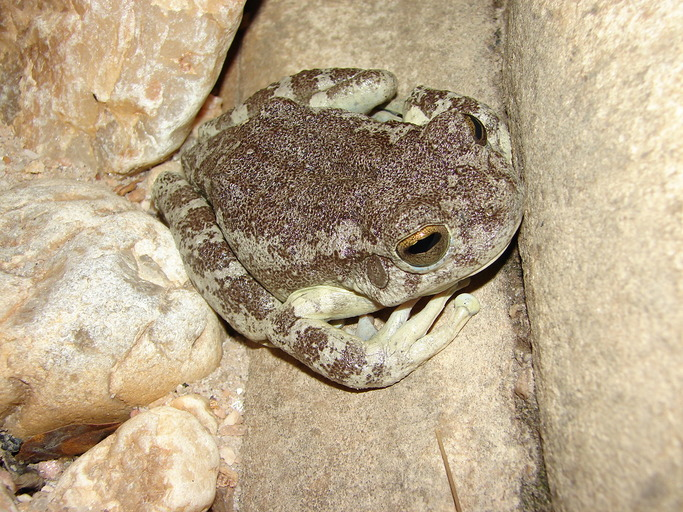
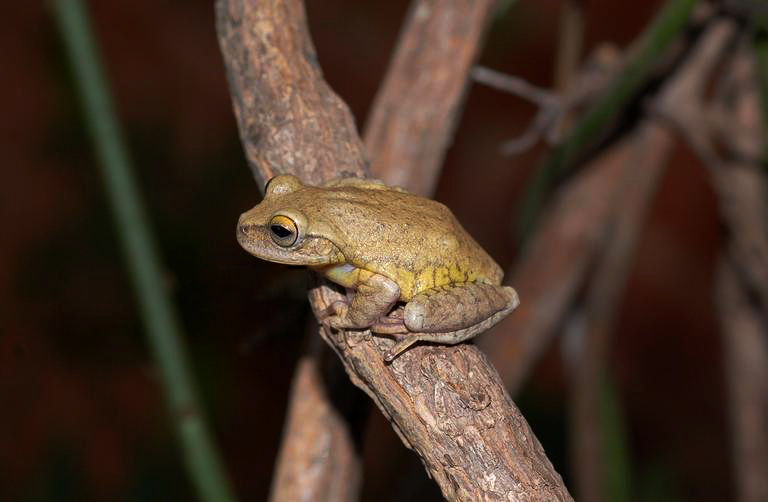
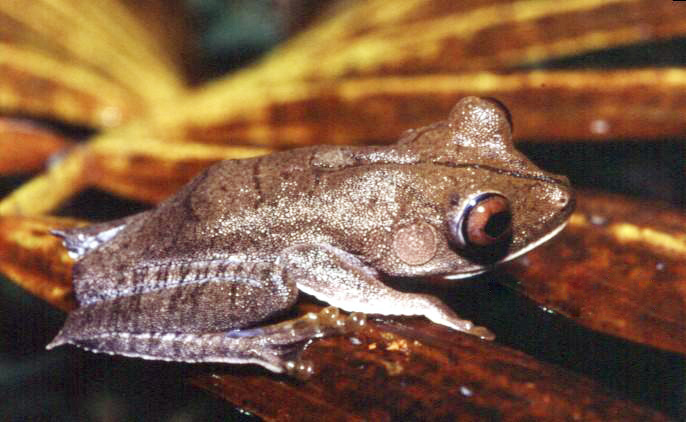